# Polinices pulchella
Polinices pulchella är en snäckart som först beskrevs av Risso 1826.  Polinices pulchella ingår i släktet Polinices, och familjen borrsnäckor. Arten är reproducerande i Sverige.